# Cyanopepla subfulgens
Cyanopepla subfulgens är en fjärilsart som beskrevs av Embrik Strand 1917. Cyanopepla subfulgens ingår i släktet Cyanopepla och familjen björnspinnare. Inga underarter finns listade i Catalogue of Life.